# Helmut Howiller
Pour les articles homonymes, voir Howiller.
Helmut Howiller, né le 27 juin 1943 à Dzietrzkowice et mort le 3 mai 2024, est un judoka est-allemand. Il compte à son palmarès un titre européen.

## Palmarès international
| Année | Compétition           | Lieu         | Résultat | Catégorie         |
| ----- | --------------------- | ------------ | -------- | ----------------- |
| 1963  | Championnats d'Europe | Genève       | 3e       | Toutes catégories |
| 1968  | Championnats d'Europe | Lausanne     | 2e       | Moins de 93 kg    |
| 1971  | Championnats d'Europe | Göteborg     | 1er      | Moins de 93 kg    |
| 1971  | Championnats du monde | Ludwigshafen | 3e       | Moins de 93 kg    |